# Masayuki Ota
Masayuki Ota (太田 雅之 Ota Masayuki?, nacido el 17 de junio de 1973 en Tokio) es un exfutbolista japonés. Jugaba de defensa y su único club fue el Montedio Yamagata de Japón.

## Trayectoria

### Clubes
| Club              | País  | Año         |
| ----------------- | ----- | ----------- |
| Montedio Yamagata | Japón | 1996 - 2006 |